# Jimmy Montanero
Jimmy Gustavo Montanero Soledispa (24 de agosto de 1960) es un exfutbolista que jugaba como defensor. Se retiró del fútbol de Ecuador, apodado "El Mormón", que jugó toda su carrera en el Barcelona S.C. de Ecuador (1979-1999).
Jugó las dos finales de la Copa Libertadores de América, donde fueron subcampeones (1990 y 1998) y jugó también varias semifinales. Él era el capitán del equipo durante casi dos décadas de ser respetado y considerado un jugador con mucho carácter.
También es uno de los 5 jugadores que consiguió con el equipo 6 títulos de campeonatos ecuatorianos, como Juan Madruñero, Jimmy Izquierdo, Galo Vásquez y Manuel Uquillas.

## Clubes
| Club           | País    | Año       |
| -------------- | ------- | --------- |
| Barcelona S.C. | Ecuador | 1983-1999 |

## Palmarés

### Campeonatos nacionales
| Título             | Club           | País    | Año  |
| ------------------ | -------------- | ------- | ---- |
| Serie A de Ecuador | Barcelona S.C. | Ecuador | 1985 |
| Serie A de Ecuador | Barcelona S.C. | Ecuador | 1987 |
| Serie A de Ecuador | Barcelona S.C. | Ecuador | 1989 |
| Serie A de Ecuador | Barcelona S.C. | Ecuador | 1991 |
| Serie A de Ecuador | Barcelona S.C. | Ecuador | 1995 |
| Serie A de Ecuador | Barcelona S.C. | Ecuador | 1997 |